# Ożuny
Ożuny (biał. Ажуны; ros. Ожуны) – wieś na Białorusi, w obwodzie witebskim, w rejonie postawskim, w sielsowiecie Woropajewo.

## Historia
W czasach zaborów w granicach Imperium Rosyjskiego.
W dwudziestoleciu międzywojennym wieś leżała w Polsce, w województwie wileńskim, w powiecie duniłowickim (od 1926 postawskim), w gminie Łuczaj, a następnie w gminie Duniłowicze.
Według Powszechnego Spisu Ludności z 1921 roku zamieszkiwały tu 224 osób, 82 były wyznania rzymskokatolickiego, a 142 prawosławnego. Jednocześnie 177 mieszkańców  zadeklarowało polską przynależność narodową, a 47 białoruską. Było tu 39 budynków mieszkalnych. W 1931 w 49 domach zamieszkiwało 228 osób.
Miejscowość należała do parafii rzymskokatolickiej i prawosławnej w Duniłowiczach. Podlegała pod Sąd Grodzki w Duniłowiczach i Okręgowy w Wilnie; właściwy urząd pocztowy mieścił się w Duniłowiczach.
Wieś była siedzibą parafii prawosławnej.
W 1938 roku wieś należała do gromady Krykały gminy Duniłowicze.
Po agresji ZSRR na Polskę w 1939 roku wieś znalazła się pod okupacją sowiecką, w granicach BSRR. W latach 1941–1944 była pod okupacją niemiecką. Następnie leżała w BSRR. Od 1991 roku w Republice Białorusi.